# Épipoles
Épipoles (en grec αἰ Ἐπιπολὰι, ce qui signifie [les quartiers] au-dessus de la ville) est un quartier de Syracuse situé sur les hauteurs de la ville. Il comporte plusieurs collines, ce qui explique le pluriel. Il fut un des lieux majeurs de la guerre du Péloponnèse : c'est là que les Athéniens avaient rassemblé leurs forces pendant l'Expédition de Sicile. 